# Henderson Street
Henderson Street es una calle de Leith, un distrito de la ciudad de Edimburgo, Escocia. Forma una intersección curva entre Great Junction Street y un área conocida como Shore, donde el agua de Leith desemboca en el puerto de Leith/Leith Docks. Henderson Street se encuentra dentro de los límites del Área de Conservación de Leith e incluye varios edificios catalogados.
La calle lleva el nombre del Dr. John Henderson, MD (1819-1901), miembro del Real Colegio de Cirjuanos de Edimburgo y dos veces preboste de Leith (de 1875 a 1881 y nuevamente en 1887. El Dr. Henderson trabajó para asegurar la implementación del Plan de mejora de Leith, lo que finalmente condujo a la construcción de la calle.

## Contexto
En 1877, el preboste de Leith, John Henderson, propuso al Ayuntamiento que se deberían tomar medidas para abordar la alta tasa de mortalidad, y especialmente la tasa de mortalidad infantil, en el área de Leith entre Giles Street y Coalhill. Concibieron un plan para deshacerse de los densos edificios medievales, inicialmente intentando utilizar los poderes establecidos en la Ley de Policía. Esto resultó inadecuado y entonces intentaron utilizar la Ley de viviendas para artesanos, que en realidad no estaba diseñada para este propósito. El plan definitivo buscaba unir Great Junction Street con la costa, mejorando enormemente el acceso al puerto. El esquema final eliminó 18 cierres antiguos y muchos cientos de edificios que datan del siglo XV al XVIII. Irónicamente, aunque uno de los problemas planteados en la zona preexistente fue el de la «sobredensidad», las 3600 personas desplazadas fueron reemplazadas por una población de 7000. Como era habitual en todos los planes de este tipo, tanto entonces como ahora, la logística del realojamiento significó que los 3600 desplazados en gran medida no estuvieran en el grupo de los 7000 realojados. Esta inevitable agitación de la población introdujo una enorme proporción de personas que no eran indígenas de Leith, un ejercicio que se repitió en Leith en la década de 1960. El coste del proyecto se estimó en 100 000 libras esterlinas en 1881, pero el ministro del Interior (que controlaba el gasto público) lo limitó a 70 000 libras esterlinas, lo que significó un enfoque más puritano para gran parte de la construcción. 

## Construcción e historia

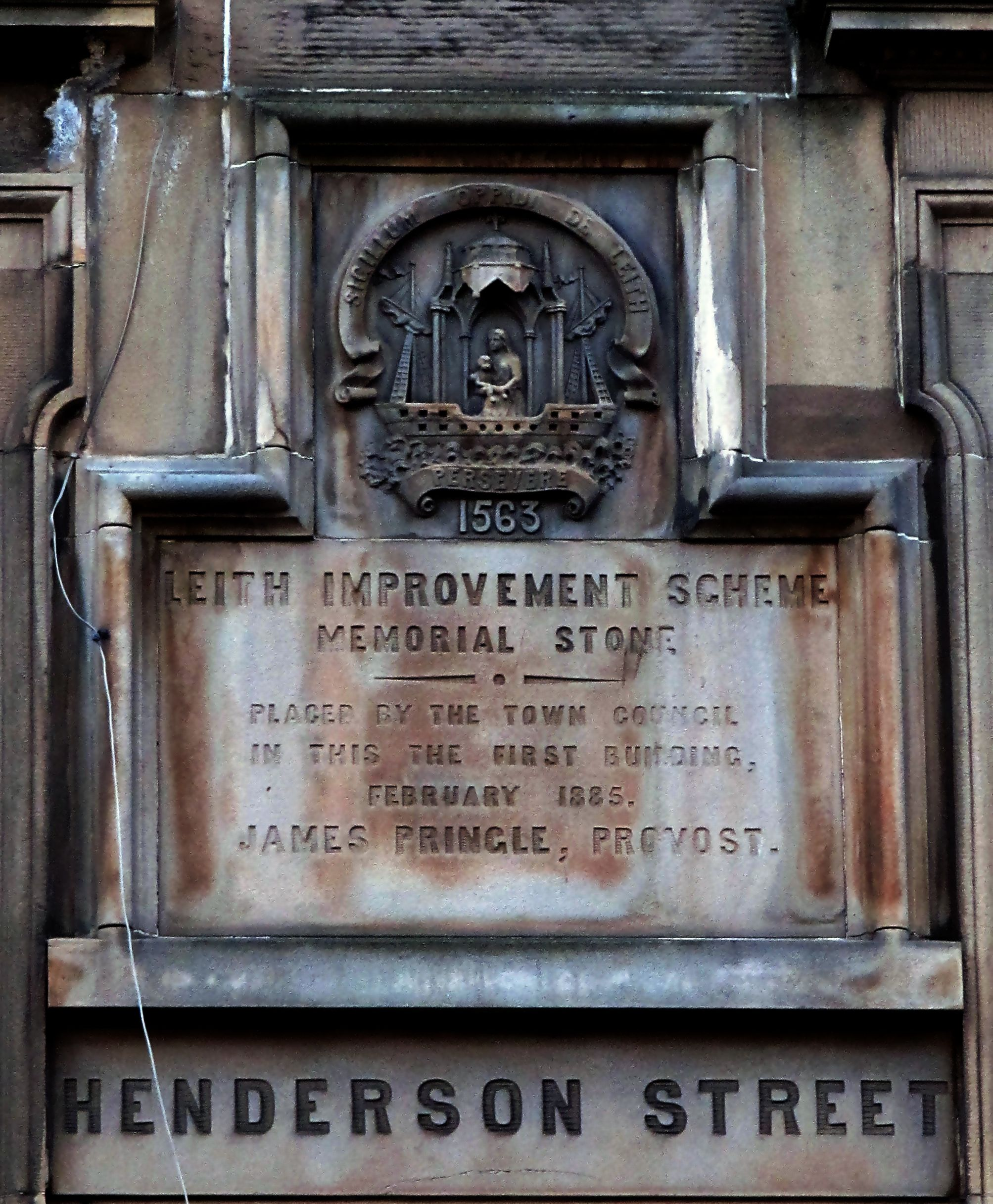
Piedra conmemorativa de la calle Henderson

Henderson Street se construyó como parte del Plan de mejora de Leith, un proyecto que se convirtió en ley del Parlamento conocida como Ley de viviendas para artesanos y trabajadores (Plan de mejora de Leith) en 1880. La construcción de la calle requirió la demolición de 18 callejones preexistentes para dar paso a los nuevos edificios y trazado. En aquella época, las condiciones de vivienda en esta parte de la ciudad eran muy malas. Las viviendas estaban superpobladas, la pobreza y la mala salud eran moneda corriente y la mortalidad infantil era particularmente alta. Como consecuencia, se esperaba que la creación de Henderson Street mejorara las condiciones de vida de los residentes locales.
La calle estaba trazada a 50′ 0″ (15,24 m) de ancho y compuesto predominantemente por casas residenciales, estas serán de estilo victoriano vernáculo escocés y con frecuencia incluyen espacios comerciales minoristas a nivel del suelo.
Henderson Street tardó muchos años en completarse, con registros (disponibles en los archivos de la ciudad de Edimburgo) que muestran peticiones para construir nuevas viviendas que abarcan muchos años, desde finales de la década de 1880 hasta la década de 1890.

## Desarrollo

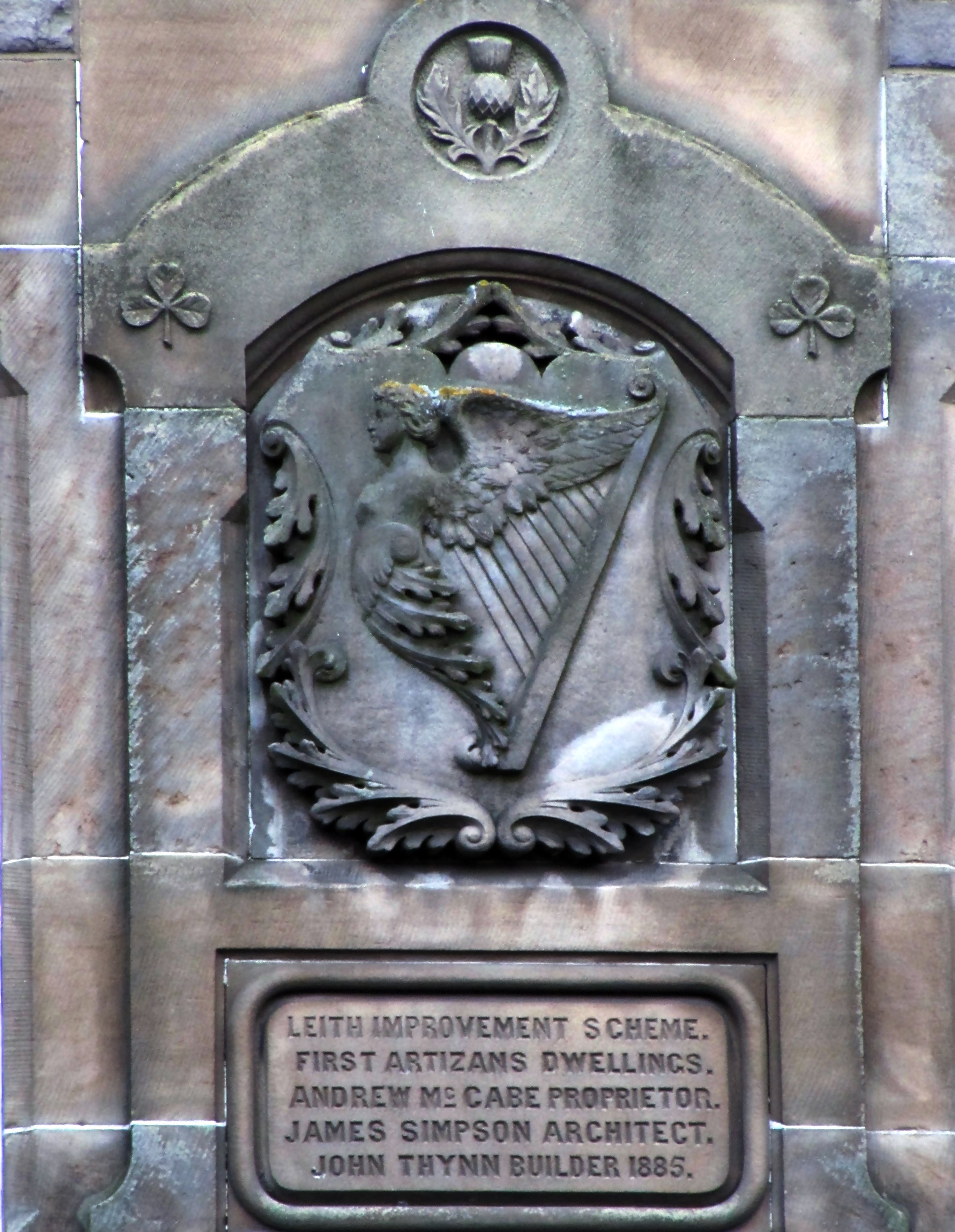
Placa artesanal de Henderson st

Henderson Street apareció por primera vez en los directorios de oficinas de correos de Edimburgo y Leith cerca del año 1886. Sólo se muestran las entradas de los números 1 y 2 y enumeran a los residentes, lo que sugiere que el resto de la calle todavía estaba en construcción. Durante los diez años siguientes, aparecen cada vez más entradas y números de casas. Aunque la inclusión en los directorios de la oficina de correos no era automática (y requería el pago de un cargo), los listados disponibles dan alguna indicación del tipo de residentes y negocios tempranos en la calle. Estos incluyen, del período 1887-1901: carpinteros, contratistas, carreteros, parteras, enfermeras, asistentes inválidos, marineros, maestros marineros, aprendices de ingenieros, tejedores de alambre, comerciantes de bebidas espirituosas, comerciantes de frutas, maestros panaderos, maestros de primaria y eruditos.
Los negocios en la calle incluían pañerías, alceterías, tiendas de guantes, lecherías, una oficina de Hacienda y, de 1891 a 1900, William Hope y S. Hope dirigieron la oficina de Leith Herald, publicando el periódico Leith Herald desde 12 Henderson Street. El número 12 todavía alberga una impresora (Skyline Printers) a partir de 2012.
Por lo tanto, la calle proporcionó viviendas para artesanos y trabajadores . A estos ocupantes se les habría alquilado alojamiento. Los censos de 1891 y 1901 muestran que muchos de los apartamentos albergaban, según los estándares contemporáneos, familias numerosas (a veces de seis a ocho personas, ocasionalmente con la adición de un inquilino o una criada). Estas familias numerosas vivían en lo que, según los estándares modernos, se consideraría un apartamento de dos dormitorios de tamaño confortable.
Hoy en día, los apartamentos de Henderson Street son de propiedad privada; ocupadas por sus propietarios o alquiladas de forma privada. La calle podría describirse en términos generales como una mezcla de antiguas familias de Leith con largos vínculos con la zona; los sopladores (que se mudaron durante el boom inmobiliario de finales de los años 90 y principios de los 2000) y los trabajadores locales y migrantes transitorios que alquilan en la zona.

## Arquitectura victoriana

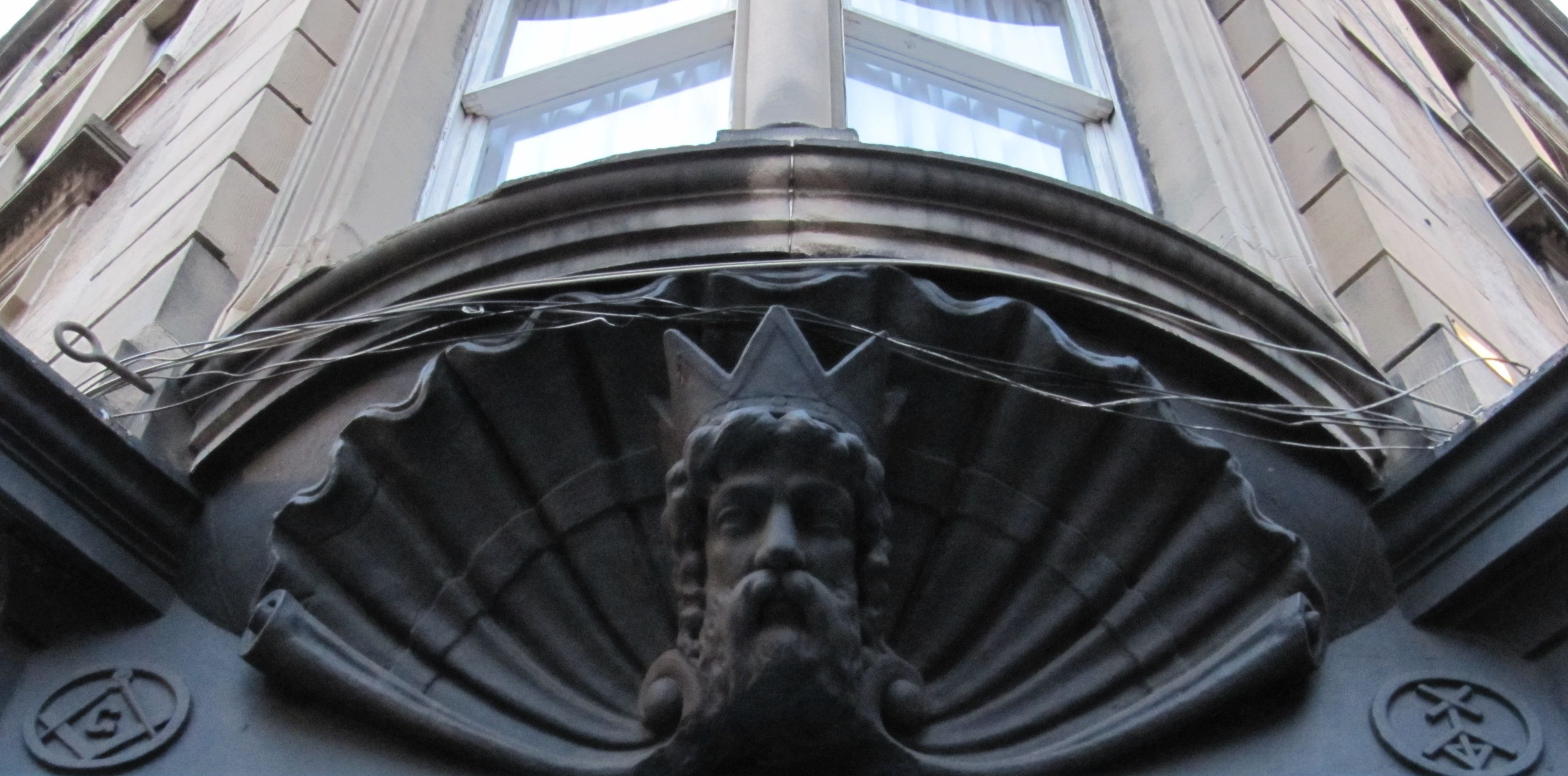
Cabeza de Neptuno, Henderson Street, Leith

Henderson Street alberga algunos buenos ejemplos de arquitectura urbana victoriana y hay varios edificios protegidos en la calle y en las inmediaciones. Al girar hacia Henderson Street desde Great Junction Street, número 2, Henderson Street figura en la Lista B desde 1995. Sobre la entrada de la esquina hay una talla detallada de la cabeza del dios del mar, Neptuno, elegida quizás para reflejar la proximidad y la importancia del mar para el puerto de Leith. Este edificio también tiene una placa de piedra tallada que lo conmemora como el primer proyecto del Plan de Mejoras de Leith . Fue construido en 1885 y posiblemente diseñado por el arquitecto Archibald Thomson.

### James Simpson
El arquitecto escocés James Simpson (1832-1894) ocupó los cargos de arquitecto municipal de Leith y, durante un período, fue arquitecto de la Junta Escolar de Leith en la época en que Henderson Street estaba en desarrollo. Trabajó en muchos edificios notables en Leith, incluido el Ayuntamiento de Leith en Queen Charlotte Street (ahora comisaría de policía de Leith) y también el Hospital de Leith en King Street y Mill Lane (ahora convertido para uso residencial).

Edificio Simpson de la calle Henderson

Simpson fue responsable del diseño del edificio en Henderson Street, ahora conocido como «Academia» –recientemente convertido para uso residencial– anteriormente los talleres de St Mary's, y originalmente diseñado por él como Yardheads School. Aunque la entrada principal está en la cercana Giles Street, la parte trasera del edificio da a (y forma) una sección importante del diseño de Henderson Street. Esta escuela fue construida expresamente en 1875 a un costo de £ 3807. Por aquella época, contaba con cuatrocientos niños matriculados y nueve profesores, y un aula tenía capacidad para 126 niños. El edificio está catalogado como C desde 1995. En el extremo de la costa de Henderson Street (números impares 73-91A) hay un ejemplo notable de un edificio residencial y comercial de arenisca con tallados y trabajos de mampostería intrincados y detallados. Este también fue diseñado por James Simpson, fue construido en 1891 y figura en la Lista C desde 1977. La firma de Simpson y la fecha todavía son claramente visibles en la mampostería.
Justo al lado de Henderson Street, en Parliament Street, hay otro ejemplo del trabajo de Simpson: una casa de alojamiento modelo, que fue construida en 1893 con el objetivo de proporcionar alojamiento barato y limpio para pasar la noche a los trabajadores transitorios de la zona. La Asociación de Vivienda de Canmore todavía lo utiliza para proporcionar alojamiento temporal (ii). Una placa sobre la puerta de este importante edificio conmemora su propósito y a quienes participaron en su construcción. La casa de alojamiento modelo figura en la lista C desde 1995.  Los números 59-61 de Henderson Street también se atribuyen a Simpson.

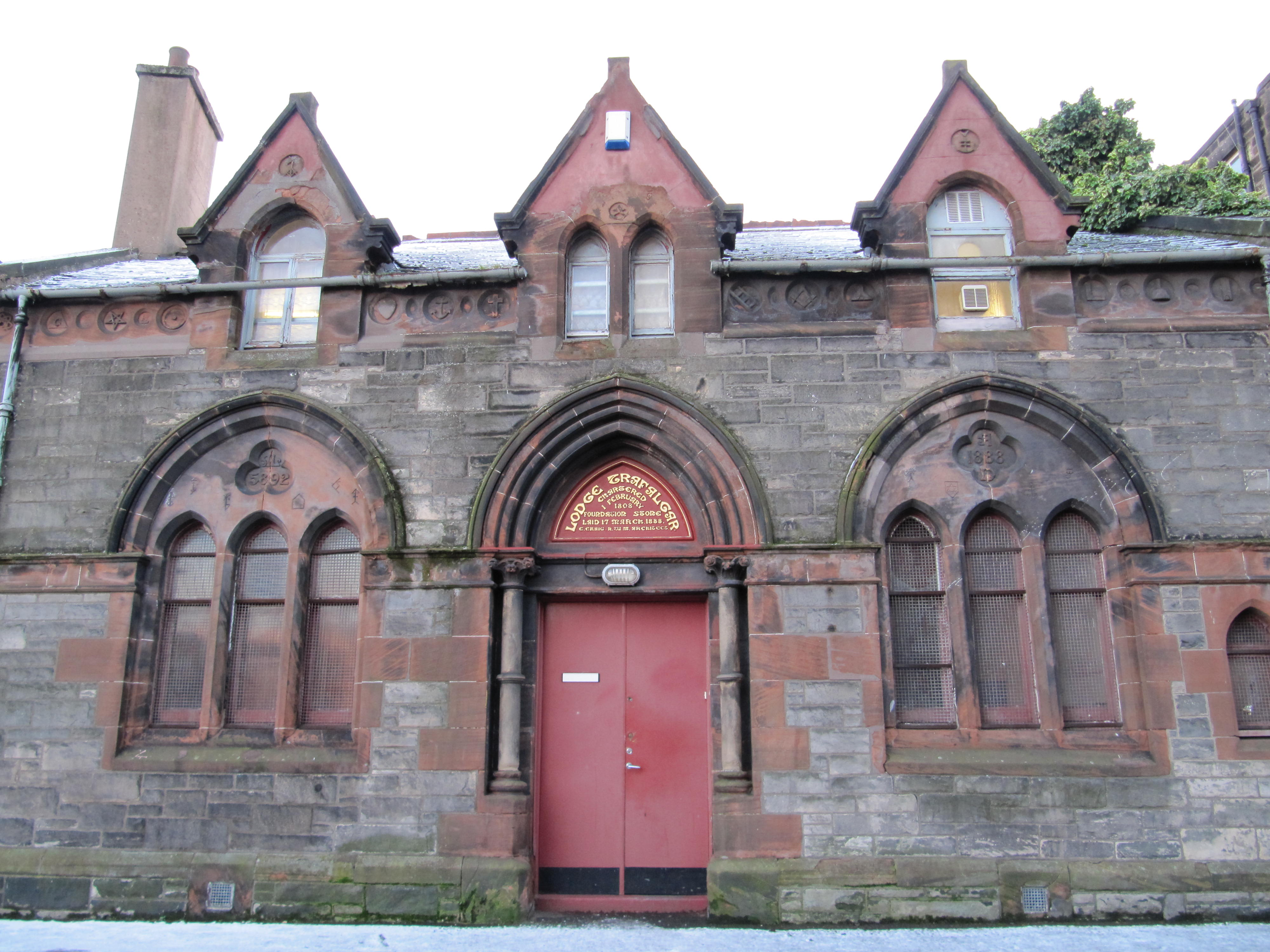
Trafalgar Lodge, Saint Anthony Place, Leith

### George Craig
El sucesor de Simpson, como arquitecto de la Junta Escolar de Leith, fue su antiguo aprendiz George Craig (1852-1928). En 1888, Craig, un masón, diseñó el Trafalgar Masonic Hall en St Anthony Lane, justo al lado de Henderson Street. Según un informe de The Scotsman, una cápsula del tiempo fue enterrada en el edificio durante la ceremonia que tuvo lugar para la colocación de la primera piedra. Este edificio de arenisca, que todavía se utiliza como Logia Masónica, está en la Lista C desde 1995 y tiene muchos símbolos masónicos y motivos decorativos tallados en la mampostería en el alzado frontal. El sótano todavía contiene fragmentos del Priorato de San Antonio (que da nombre a la calle lateral).

### Símbolos masónicos en Henderson St

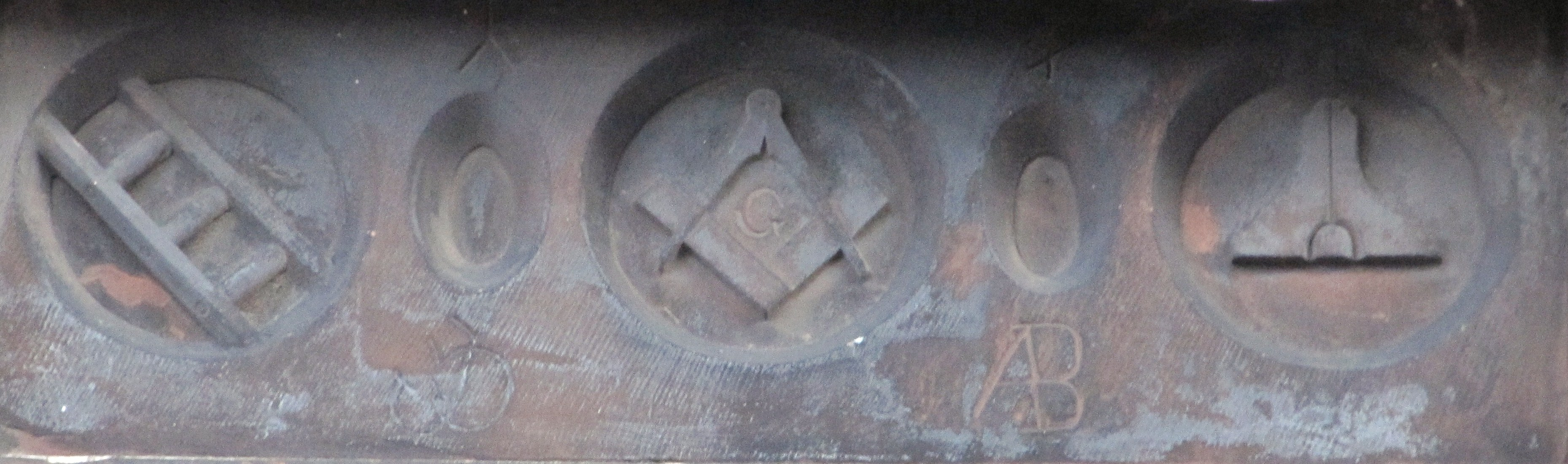
Henderson Street Trafalgar Lodge Símbolos masónicos

Los símbolos masónicos también son visibles en los números 2 y 4 de Henderson Street, cerca de la talla decorativa de la Cabeza de Neptuno; otros símbolos de este edificio están actualmente cubiertos por vallas publicitarias. También hay símbolos masónicos visibles en la mampostería del Número 14 (en la fascia frontal al nivel del tercer piso). La cantidad de motivos masónicos parece reflejar el elevado estatus tanto de la cantería, como oficio, como de la masonería, como gremio, dentro de la zona a finales del siglo XIX.

### Edificios victorianos perdidos
En 1885, los arquitectos James M Thomson y Robert Thornton Shiells ganaron un concurso para producir un diseño para la Iglesia Presbiteriana Unida Kirkgate (también conocida como Iglesia de San Antonio). La iglesia estaba ubicada al final de Great Junction Street de Henderson Street (en la esquina de Henderson y la calle San Antonio). Se inauguró en 1886 en el sitio donde ahora la iglesia parroquial de South Leith tiene sus salones (iii). Esta gran estructura ornamentada de estilo italiano duraría menos de cien años. Fue demolido en 1975; a pesar de algunas protestas y un intento de incluirlo en la lista para evitar su destrucción. El edificio actual de la iglesia fue inaugurado el 2 de julio de 1982 por el príncipe Felipe, duque de Edimburgo. Todavía se puede ver un pequeño relieve de piedra de la iglesia anterior insertado en la imposta de los pasillos de la iglesia actual, cerca de la entrada. Este relieve y una cápsula del tiempo descubierta en los cimientos de la iglesia durante su demolición y luego enterrada nuevamente bajo la nueva estructura) es todo lo que queda de la Iglesia Presbiteriana Unida Kirkgate en Henderson Street.

## Arquitectura anterior en la zona

### Parlamento escocés

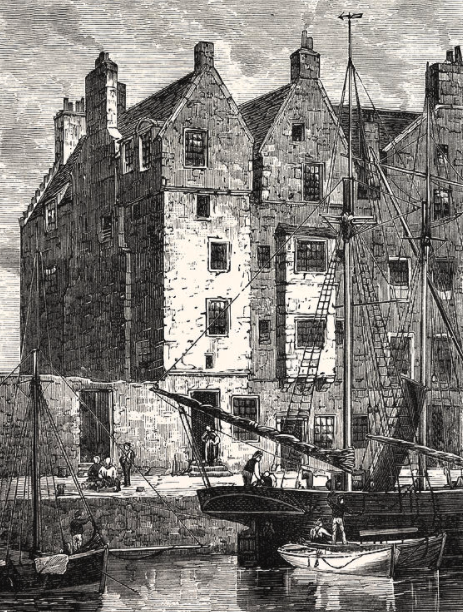
Parlamento (Cámara del Consejo) en Coalhill en Leith

La pérdida más trágica del plan de mejora (que no se explica del todo) es la oficina del Parlamento/Consejo de Escocia, que ahora sólo se recuerda con el nombre de «Parliament Street». Este se encontraba en Coalhill y era un edificio muy ornamental (piedra tallada) con un "interior fabuloso". Este fue erigido por instrucción de María de Guisa, que vivía cerca en Queen Street (ahora llamada Shore Place) para uso de su Consejo Privado alrededor de 1545. Todavía se describía como "regio" a mediados del siglo XIX, pero cayó en desgracia o fue olvidado en el ejercicio de replanificación. Esto posiblemente se debió a su yuxtaposición con Peat Nook, una gran residencia para marineros desempleados y las capas más bajas de la sociedad.

### Destilería Yardheads
Justo al lado de Henderson Street se encuentra la calle conocida como Yardheads, en la que hay un gran grupo de almacenes anteriormente conocidos como Crabbies Warehouse. Estos almacenes formaron una destilería que producía una conocida bebida escocesa, Crabbies Green Ginger Wine. Crabbies Wine se creó y destiló por primera vez en Leith en 1801. John Crabbie & Co. se mudó a las instalaciones de Yardheads en la década de 1850, donde continuarían produciendo su vino de jengibre verde durante más de un siglo. Crabbies Ginger Wine (y cerveza de jengibre) todavía se elaboran en Escocia hoy en día, aunque el proceso de destilación y embotellado cesó en Yardheads en la década de 1990 y ahora la fabricación se ha trasladado desde Leith.
Los almacenes de Yardheads tuvieron varias ampliaciones y adiciones a lo largo del tiempo. Partes de los edificios existentes datan de 1825 y formaban parte de una cervecería Yardheads anterior que hacía porter. Todas las secciones históricas del complejo Crabbies Warehouse están en la lista B desde 1990.  Los edificios se convirtieron en viviendas en 2000.

### Calle St. Anthony, St. Anthony Place y St. Anthony Lane
Hoy, las calles cortas conocidas como St. Anthony Place, Calle St. Anthony y St. Anthony Lane sirve como ruta de entrada y salida desde Henderson Street hasta el moderno aparcamiento del centro comercial Kirkgate. Los nombres se remontan a cientos de años y revelan mucho sobre el paisaje antiguo de la zona. Mucho antes de la construcción de Henderson Street (y antes de la existencia de los dieciocho cierres que fueron demolidos para darle paso) en el lugar de estas calles y en sus alrededores había un monasterio dedicado a San Antonio. Era conocido como Preceptoría o Monasterio de San Antonio. Hay desacuerdo sobre la fecha de fundación del monasterio y también sobre quién fue fundado. Algunas fuentes utilizan 1430 como fecha guía para su inicio y otras fuentes afirman que comenzó a existir, en forma de hospital para pobres, mucho antes, posiblemente ya en 1327.
Parece haber un acuerdo general por parte de la mayoría de las fuentes en que este monasterio estaba en un sitio grande; con viviendas monásticas ubicadas aproximadamente alrededor del sitio de lo que ahora es el estacionamiento de Kirkgate, la Logia Masónica de Trafalgar, los pasillos de la iglesia parroquial de South Leith y algunas de las viviendas de Henderson Street. Se ubicó un cementerio al sur de estas estructuras que se extendía hacia Great Junction Street. Esto ha sido corroborado por el descubrimiento de un lugar de enterramiento en este lugar durante el tendido de tuberías de gas en la calle St Anthony. Se dice que el sitio del monasterio se extendía hasta Henderson Gardens y a lo largo de la calle todavía conocida como Yardheads. Se cree que el nombre de la calle 'Yardheads' puede derivar de la antigua raíz germánica, en la que la palabra Yard significa jardín o huerto. Esto sugeriría que el monasterio tenía grandes jardines y huertas que se extendían hasta este punto. Se dice que el monasterio sufrió grandes daños durante el asedio de Leith en 1560. Después de la reforma escocesa, se permitió que el monasterio languideciera; otros edificios se van erigiendo gradualmente en su lugar y eliminando todo rastro físico de su existencia.  El Sello de la Preceptoría de San Antonio  (utilizado para autenticar la documentación oficial del hospital/monasterio y que data de mediados del siglo ) se conserva en el Museo Nacional de Escocia.

### Las Bóvedas y La Piedra de los Porteadores

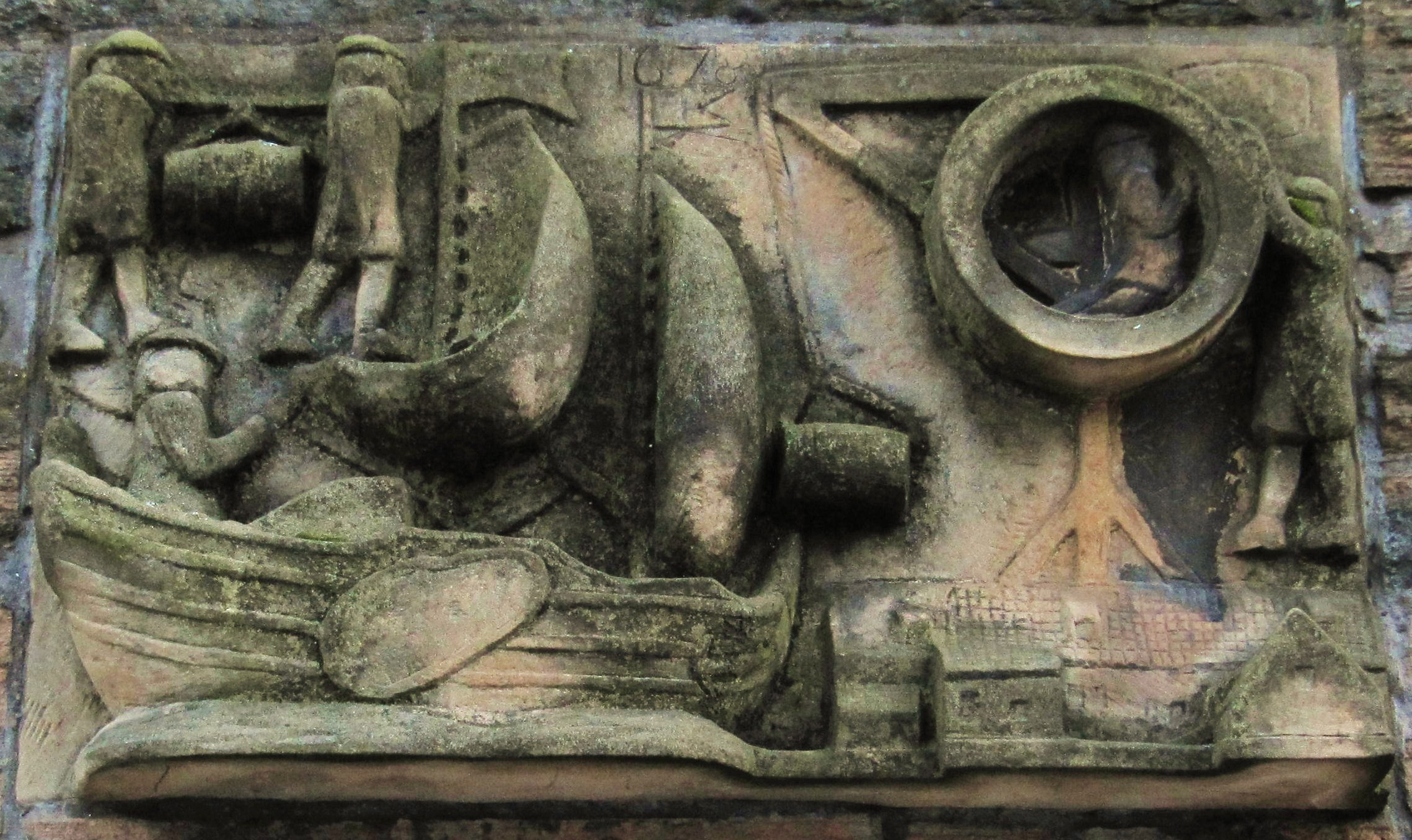
Piedra de los porteadores de Henderson Street

Al girar la esquina de Henderson Street, pasar Henderson Gardens y bajar hacia la costa, a mano derecha se encuentra el alto muro de piedra que delimita las Vaults. Las bóvedas (listadas A) existen desde hace siglos, aunque el edificio ha sufrido muchas transformaciones. Los edificios han estado siempre relacionados con el comercio de vinos (Burdeos / Claret) y bebidas espirituosas, negocios importantes durante muchos siglos en el puerto de Leith. Hoy en día, las Bóvedas son el hogar de la Scotch Malt Whisky Society (iv) con espacio vacío para un restaurante o bar, debajo.
La construcción de Henderson Street, a finales del siglo , provocó que los patios preexistentes de las Bóvedas se redujeran de tamaño, ya que era necesario que la nueva calle atravesase el terreno existente; el muro fronterizo actual data de finales del siglo XIX, y los mapas del área antes y después de la construcción de Henderson Street también lo dejan claro.
En Henderson Street, aproximadamente a la mitad de este muro, una losa de piedra conocida como Porters Stone está incrustada en la piedra. Como se indica en la placa debajo, esta es una copia de la Piedra Porters original. La talla original data de 1678 y ofrece una representación pictórica de cómo se descargaba y transportaba el vino a través de Leith en esa época, mostrando a los porteadores de Leith trabajando. Porters Stone estaba originalmente ubicada en Tolbooth Wynd, que se encuentra al final de la costa de Henderson Street. Desde entonces, todos los vestigios del antiguo Tolbooth Wynd han sido demolidos y reemplazados por apartamentos modernos (aunque el nombre permanece). El antiguo Tolbooth Wynd conducía a Kirkgate de Leith y formaba una vía importante hacia y desde la costa hasta que se construyó Henderson Street. Los Porter eran un gremio comercial — uno de los muchos gremios comerciales importantes y, a veces, muy poderosos del pasado de Leith.
La réplica de piedra, visible hoy en Henderson Street, fue tallada por el escultor de Cumbria (y ex marinero de la Marina Mercante) Shawn Williamson en 1990 a instancias de la entonces concejala local Cllr Rev Sra. Elizabeth Wardlaw y supervisada por el historiador y planificador local Stephen Dickson.  El original se consideró demasiado frágil para ser restituido y permaneció almacenado en el Museo de Edimburgo.

## Espacio verde

### Parque de los jardines Henderson
Henderson Street tiene un pequeño espacio verde conocido como Henderson Gardens Park, ahora operado por el Departamento de Parques del Ayuntamiento de Edimburgo. Fue creado en la década de 1950 mediante la demolición de viviendas e iba a ser parte del entorno paisajístico de Cables Wynd House. El jardín fue renovado en 1983 como parte del Proyecto Leith y tiene una placa en la entrada de Yardheads que lo conmemora. Contiene una pequeña zona de juegos para niños, el resto está cubierto principalmente de césped con algunos asientos y está rodeado de arbustos y árboles.

## Mobiliario urbano

### Garita de policía
Henderson Street también alberga una de las famosas garitas de policía de Edimburgo  diseñada en la década de 1930 por el entonces arquitecto municipal, E. J. MacRae.

### Alumbrado público
Varias farolas victorianas originales de hierro fundido todavía se utilizan en la calle Henderson en la actualidad. Aunque es evidente, a partir de fotografías antiguas de la zona, que estas lámparas alguna vez fueron parte de un esquema de iluminación urbana más grande y eran extremadamente frecuentes en todo Leith, hoy en día quedan muy pocas en pie. Estas farolas son exclusivas de esta zona, se desprende de la insignia 'Persevere' que adorna la sección de base de cada lámpara. También en la sección de la base de las lámparas se encuentra la imagen de una mujer y un niño en el mar en un barco con la inscripción en latín "Sigillum Oppidi De Leith", que se traduce como "Sello de la ciudad de Leith". (La insignia también es visible en varios edificios cívicos victorianos en Leith). Los motivos decorativos en los cabezales de las lámparas incluyen: un cardo, un trébol y una rosa tudor, que son emblemas florales nacionales y se utilizan en el Escudo de Armas Real del Reino Unido. Estas lámparas de hierro fundido fueron fabricadas por Mc Dowall, Steven & Co., Londres y Glasgow, que tenían su sede en Milton Works en Glasgow c. 1862-1909. Hay varias farolas más del mismo tipo más adelante desde Henderson Street, en la costa, que –pintadas para mostrar su trabajo de diseño– proporcionan los ejemplos más fácilmente visibles del trabajo detallado de estas lámparas.

## Trivialidades

### Televisión
En Henderson Street se filmaron varias escenas de locaciones para el drama televisivo Wedding Belles de Channel 4 de 2007. El guion de Wedding Belles fue escrito por el escritor nacido en Leith, Irvine Welsh.

### Cine
Henderson Street alguna vez tuvo su propio cine, en el número 91, detrás del edificio donde hoy se encuentra Insider Tattoo (i). Figuraba en los directorios de las oficinas de correos de Edimburgo y Leith como 'Empire Picture House' y definitivamente estuvo activa a finales de los años 1920 y principios de los 1930, aunque en los años 1950 ya había sido cerrada y tapiada.  En épocas más recientes el restaurante The Raj (que ocupó ese espacio hasta 2014) también utilizó parte de su local para proyectar películas. Sin embargo, a sólo unas puertas de distancia, el Sofi's Swedish Bar (vi) organiza noches de cine ocasionales en su trastienda, lo que mantiene las noches de cine en Henderson Street como una opción en la actualidad.

## Empresas
Hoy en día, aunque muchos locales comerciales de planta baja se han convertido en viviendas domésticas, Henderson Street continúa, hasta cierto punto, manteniendo su combinación de propiedades residenciales y comerciales. Desde 2012 alberga una amplia gama de restaurantes y cafeterías. En los números estaba Mitchells Café and Take Away, que decía ser el café más antiguo de Leith; Si bien esta afirmación no está verificada, el local ciertamente había estado funcionando en formato de cafetería desde al menos 1924, cuando abrió sus puertas como heladería italiana. Muchos Leithers de toda la vida todavía se refieren a Mitchells como Lannys; tan arraigada está la antigua heladería en sus recuerdos. La cafetería cerró, junto con el Andersons Bar adyacente en 2020, para convertirlo en residencial. Enfrente está Steel Coulson Tap, una reposición del antiguo nombre de una cervecería para un nuevo bar de cerveza artesanal; una señal de la naturaleza cambiante de Leith.

### La influencia italiana y los años de la Segunda Guerra Mundial
A'99 en 'Lucia Lannie's en Henderson Street fue un placer.

Y 'el pescado con patatas fritas de Joe De Ponio era simplemente exquisito'.
"Pero le dimos la espalda a todos nuestros amigos durante los años de Mussolini",
Rompimos sus ventanas, destrozamos sus tiendas, lanzamos burlas y burlas sucias.
Y muchos sufrieron una muerte prematura cuando el 'Arandora' se hundió
"Todos los Old Leither nacionalizados, en cuya amistad podíamos confiar".
"Sabemos que esto es tardío, pero al menos es un comienzo",
“Te pedimos perdón, desde el fondo de nuestro corazón”.

Angelo Lanny formó parte de una migración a gran escala de italianos a Escocia a finales del siglo  y principios del XX. Tantas personas establecieron su hogar y establecieron negocios en Leith, que llegó a ser vista como la respuesta de Edimburgo a la Pequeña Italia. (El artista nacido en Leith, Eduardo Paolozzi, proporciona el ejemplo más conocido internacionalmente de la influencia migratoria italiana en Leith). Angelo Lanny no fue el único que estableció un negocio en Henderson Street; Aproximadamente en el mismo período, la calle también albergaba una tienda de pescado y patatas fritas llamada 'Joe De Ponio's', una barbería italiana llamada 'Galletta's' y una cafetería/tienda de pescado y patatas fritas a gran escala llamada Scappiticci's. (Scappitici's estaba ubicado alrededor de los números 85-91 Henderson Street, donde ahora se encuentra el restaurante indio Raj).
Los italianos de Henderson Street (y Leith en general) tampoco fueron inmunes a los resultados de que Benito Mussolini se pusiera del lado de Adolf Hitler en la Segunda Guerra Mundial. Como muchos otros negocios italianos, la tienda de Angelo Lanny fue atacada y saqueada como resultado de una nueva ola de sentimiento antiitaliano entre parte de la población local y, como era habitual en la época, Lanny fue internado posteriormente. También lo fue Joe Di Ponio, y los Scappiticci se vieron personalmente afectados por la pérdida de un familiar cuando el barco SS Arandora Star, con destino a Terranova, que transportaba pasantes italianos y alemanes, fue torpedeado por un submarino alemán. frente a la costa de Irlanda. En total, 486 deportados italianos y 175 alemanes murieron y el incidente provocó que el gobierno británico cambiara su política sobre la deportación de pasantes al extranjero. Aunque quienes pueden recordar estos incidentes de primera mano eran sólo niños en ese momento, causaron una profunda impresión. El 70º aniversario del hundimiento del Arandora en 2010 también volvió a poner de relieve estos acontecimientos de la guerra. El extracto citado a la derecha es de un poema de un autor nacido en Leith y refleja sus sentimientos sobre esos acontecimientos:

### Influencia internacional

Henderson, Giles Street Las Bóvedas

Henderson Street todavía refleja la presencia de la población inmigrante de Leith y la popularidad de la comida internacional. El hecho de que Scappaticci's eventualmente fuera reemplazado por el restaurante indio Raj (i) es indicativo de la afluencia de inmigrantes asiáticos a Escocia después de la guerra  y la popularidad de su comida entre la población local. Lo mismo podría decirse de la presencia del restaurante chino de Henderson Street, Golden Bridge (vii). Más recientemente, uno de los bares más antiguos de Henderson Street, The Bay Horse (ubicado en el número 63-65 y en funcionamiento como comerciante de bebidas espirituosas desde 1897) ha sucumbido a esta influencia internacional. Los primeros registros fotográficos muestran The Bay Horse alrededor de 1910. Su propietario, en ese momento, era Charles G. Lane, que estaba en posesión del pub desde 1902.  En los años 1990, el bar se convirtió en Kalinka's (ix), un bar de vodka regentado por una condesa rusa y desde 2005, el pub ha vuelto a reencarnarse como Sofi's (vi), ahora con una temática sueca y propietarios suecos.

### Alta cocina: un entorno histórico
Detrás del muro de las antiguas Bóvedas, apartado de la calle, se encuentra un conocido restaurante de Leith. Aparte de su reputación por su buena comida, han capitalizado su ubicación histórica única. La Scotch Malt Whisky Society (iv) tiene su restaurante. Como la sociedad se dedica al embotellado y venta de whisky de pura malta, la continuación de las históricas asociaciones comerciales de los Vaults con el comercio de alcohol parece asegurada por el momento.

Edificio Henderson Street Simpson y vista a la costa

### Alcanzando nuevas alturas culinarias
Leith and the Shore se ha ganado una reputación por su excelente gastronomía y elogios de estrellas Michelin en los últimos años. Plumed Horse (viii), inaugurado en 2007, obtuvo una estrella Michelin en 2009. 